# Edward McCrorie
Edward McCrorie   (Central Falls, 19 de novembre de 1936) és professor emèrit d'anglès al Providence College de Providence (Rhode Island). És autor de sis reculls de poesia i de tres traduccions en versos d'epopeies de Virgili i Homer. L'escriptor i traductor d'Homer Joan Francesc Mira considera les seves versions homèriques “excel·lents”.

## Biografia
Va estudiar a les escoles locals de Rhode Island i va passar dos anys i mig al Seminari Our Lady of Providence a Warwick Neck, Rhode Island. De 1955 a 1959 va servir a la Marina dels EUA com a electricista d'aeronaus, visitant ports d'Anglaterra i Grècia.
Després va reprendre els seus estudis a l'Assumption College de Worcester, Massachusetts, on es va graduar el 1962, i un màster en anglès a la Villanova University el 1964.
Va començar la seva carrera com a professor d'anglès al Providence College el setembre de 1964, i va continuar fent estudis de postgrau a la Universitat Brown, obtenint el doctorat a la primavera de 1970.
S'havia casat amb la seva primera dona, Therese McNeil de Central Falls, Rhode Island l'estiu de 1959. Els dos van tenir quatre filles al llarg dels anys: Jeanne, Julia, Joyce i Cynthia.
Va començar a publicar poemes breus en moltes revistes literàries l'any 1969 i va veure imprès el seu primer llibre, After a Cremation, el 1974.
En aquell primer llibre hi va incloure breus traduccions de l'Eneida de Virgili, cosa que el va dur a nous experiments. Encoratjat per Robert Bly i William Arrowsmith, entre d'altres, va publicar una traducció en vers de l'èpica de Virgili en la seva totalitat el 1991. Aquesta edició de col·leccionista de Donald Grant Press va tenir un gran reconeixement, i la University of Michigan Press va fer-ne una edició comercial i una edició de tapa tova.
Va viatjar molt i va escriure més a Costa Rica, Europa i la Xina, el que va portar a la publicació del seu segon llibre de poemes, Needle Man, el 1999, amb BrickHouse Books Press. L'acupuntura va ser un focus principal en aquest treball.
Aviat va ser ascendit a les files del Providence College com a resultat principalment de la seva poesia i traduccions. De fet, un estimat col·lega, Rodney Delasanta, en aquella època un Chaucerià de renom nacional, va convèncer els seus col·legues del Comitè de Grau i Carrera que la publicació d'un sol poema excepcional valia deu bons articles acadèmics.
Fins a aquell moment la seva poesia s'havia centrat en temes familiars i socials, amb un estil líric i de vegades narratiu. L'elecció de George W. Bush a la presidència dels EUA a la tardor del 2000, però, seguida dels atacs al World Trade Center i al Pentàgon de l'11 de setembre de 2001, van canviar dràsticament la visió de McCrorie, en especial la seva orientació política i literària.
Preocupat per dramatitzar els valors essencials nord-americans, va començar una història en vers anomenada Washington's Night, que descriu les pressions psicològiques, polítiques i militars sobre George Washington el desembre de 1776, i que va culminar amb la seva victòria a la batalla de Trenton el 26 de desembre. Amèrica, deixa clar el poema, subratlla no només el poder militar, sinó l'anhel de llibertat política i sobretot d'una justícia fonamental, la justícia per la qual la nació s'ha fet famosa.
Va ser molt ajudat en tot això per la seva segona muller. Beatrice Beebe, el treball de la qual a la ciutat de Nova York havia explorat la comunicació mare-infant, i la pràctica psicoanalítica de la qual l'havia establert fermament en aquest camp, també es va galvanitzar, com el seu marit, pels esdeveniments de l'11 de setembre. La seva lluita per ajudar les mares i els nens que havien perdut els seus homes aquell dia seria inestimable per als seus pacients i, amb el temps, per a McCrorie.
Però primer, després d'un esforç de deu anys assistit per molts estudiosos grecs, en particular el desaparegut William Wyatt de la Universitat Brown, va publicar una traducció en vers de l'Odissea d'Homer a la Johns Hopkins University Press el 2004. Va plantejar les seves traduccions com una aproximació molt propera a l'original: va intentar capturar en vers anglès no només el sentit sinó també el so del grec d'Homer. Les respostes a aquest treball van ser molt favorables. Ben aviat després començaria la seva traducció de la Ilíada.
Abans d'això, la mort de la seva mare va provocar una sèrie de poemes que van desembocar en el següent llibre de McCrorie, publicat el 2010 per BrickHouse Books i anomenat Gone Games. El joc infantil també connecta amb aquest títol, així com els amors a la vida adulta, que van i vénen.
El mateix any McCrorie va publicar el seu primer chapbook, Gretchen, amb BrickHouse Books, amb edició digital a Amazon.com. Feia temps que treballava en una història en vers centrada en la vida i la visió política de Woodrow Wilson. Gretchen Schreiber, un personatge alemany-nord-americà d'aquesta història, pateix molt quan els EUA, seguint a Wilson, entren en guerra amb Alemanya el 1917. En general, Wilson intentarà tractar Alemanya de manera justa al final de la guerra; de fet, l'objectiu principal de McCrorie a la història és explorar la pregunta: Com enviarà Amèrica el millor de les seves coses a l'estranger? Cap president abans de Wilson havia treballat tan dur intentant encarnar una resposta a aquesta pregunta. La seva Societat de Nacions va ser el seu èxit màxim a París, el 1919.
L'11 de setembre de 2011, Beebe i altres psicoterapeutes van celebrar el desè aniversari del seu treball amb mares i nens que havien perdut els seus homes en els atacs del World Trade Center, i van publicar, al Journal of Infant, Child and Adolescent Psychotherapy, el seu 'Primary Projecte de Prevenció.' Profundament emocionat per alguns d'aquests capítols, McCrorie va començar una sèrie de "Pretend Ballads" (Balades del com-si). Aquest llibre va ser publicat, en tres edicions diferents, per la International Psychoanalytic Press el setembre de 2014.
A la tardor de 2012, McCrorie havia publicat la seva traducció de la Ilíada d'Homer a Johns Hopkins University Press. De nou, l'objectiu del traductor era aproximar-se de molt a prop al significat i la música de l'original, sobretot perquè la paraula mateixa per a poeta en el grec d'Homer és aeidos, cantant. McCrorie ha presentat sovint el treball a un públic agraït, especialment a la Universitat Brown, i la traducció ha estat molt recomanada a les crítiques literàries. A la cultura catalana, Joan Francesc Mira n'ha fet l'apol·logia.
La crisi del 2008, durant la qual les economies nord-americanes i mundials es van enfonsar, va dirigir l'atenció de McCrorie a la Bíblia hebrea. Després de llegir l'assaig de Harold Bloom, en què l'autor va concloure que una traducció anglesa dels Salms probablement no podia ser alhora fidel a l'hebreu i gràcil en llengua anglesa, McCrorie es va trobar poderosament atret per la Profecia de Jeremies. Aquí hi havia una obra que advertia del desastre per als jueus al segle vi aC i, en la ment de McCrorie, presagiava un perill extrem per al seu propi poble.
Aleshores, traduir Jeremies es va convertir en un treball en curs, sempre sobre la taula. Va acabar un primer esborrany després de quatre anys i, amb l'ajuda d'amics jueus com Catherine Hiller i el rabí retirat David Kline, ell mateix traductor del Genesis, McCrorie va anticipar la finalització de l'esborrany final el 2017.
Cap el 2016, els científics i les famílies corrents de tot el món s'havien inquietat, alguns fins i tot desesperat, pel canvi climàtic de la Terra. Entre les moltes persones i fonts que McCrorie va consultar, van destacar tres escriptores: Gabrielle Walker, Elizabeth Kolbert i Adrian Klein van explicar proves passades i van exposar els perills actuals de la temperatura de l'aire i del mar, els nivells de diòxid de carboni i les causes probables, inclosa la degradació per part dels humans. Ara, amb una imatge bastant bona de l'evolució de l'Homo sapiens durant els darrers 200.000 anys, sovint a costa de l'extinció de moltes espècies, McCrorie va començar una sèrie de poemes sobre aquesta evolució, amb l'esperança que eventualment condueixin a un llibre.
Aleshores van succeir canvis importants en la seva vida familiar i professional que van portar a nous experiments. Aconsellat pel seu net Shayne Collins, graduat a la Universitat de Califòrnia, Los Angeles, i que resideix a North Hollywood tot seguint una carrera cinematogràfica, McCrorie va intentar adaptar una mica de poesia narrativa per a la pantalla. Aleshores, altres amics i familiars li van suggerir que intentés primer crear una novel·la. Anomenada Africa Dust (Pols africana) el pla era acabar-la i buscar una editorial el 2017, amb la idea que si tingués èxit d'aquesta forma, hauria de tenir més possibilitats d'agradar a un productor de cinema a Los Angeles.
Mentrestant, un altre amic, Al Alvarez, havia publicat Pondlife el 2013. Commogut per les seves històries de natació saludable als estanys al nord de Londres, McCrorie va escriure Soundness: Stories of Good and Better Health from Childhood to Eighty. Un llibre de memòries de vegades, un llibre de recursos mèdics sovint, el llibre ara fa la ronda dels agents literaris per trobar qui el publiqui.

## Obres
- After a Cremation (Després d'una cremació, poemes), Thorp Springs Press, 1974
- The Aeneid of Virgil  (L'Eneida de Virgili, traducció), Donald M. Grant, Publisher, Inc., 1991
- Needle Man (Home d'agulles, poemes), Chestnut Hills Press, 1999
- The Odyssey of Homer (L'Odissea d'Homer,  traducció), The Johns Hopkins University Press, 2004
- The Illiad of Homer (La Ilíada d'Homer, traducció), The Johns Hopkins University Press, 2011